# Calacalles azoricus
Calacalles azoricus Stuben, 2004 é uma espécie de gorgulhos da família Curculionidae, endémico nos Açores.